# Magnolia virginiana
Magnolia virginiana es un árbol perteneciente al género de las Magnolias. Fue la primera magnolia que se describió científicamente, y es la especie tipo del género Magnolia; como Magnolia es también el género tipo de todas las angiospermas, esta especie puede verse como representativa de ellas.

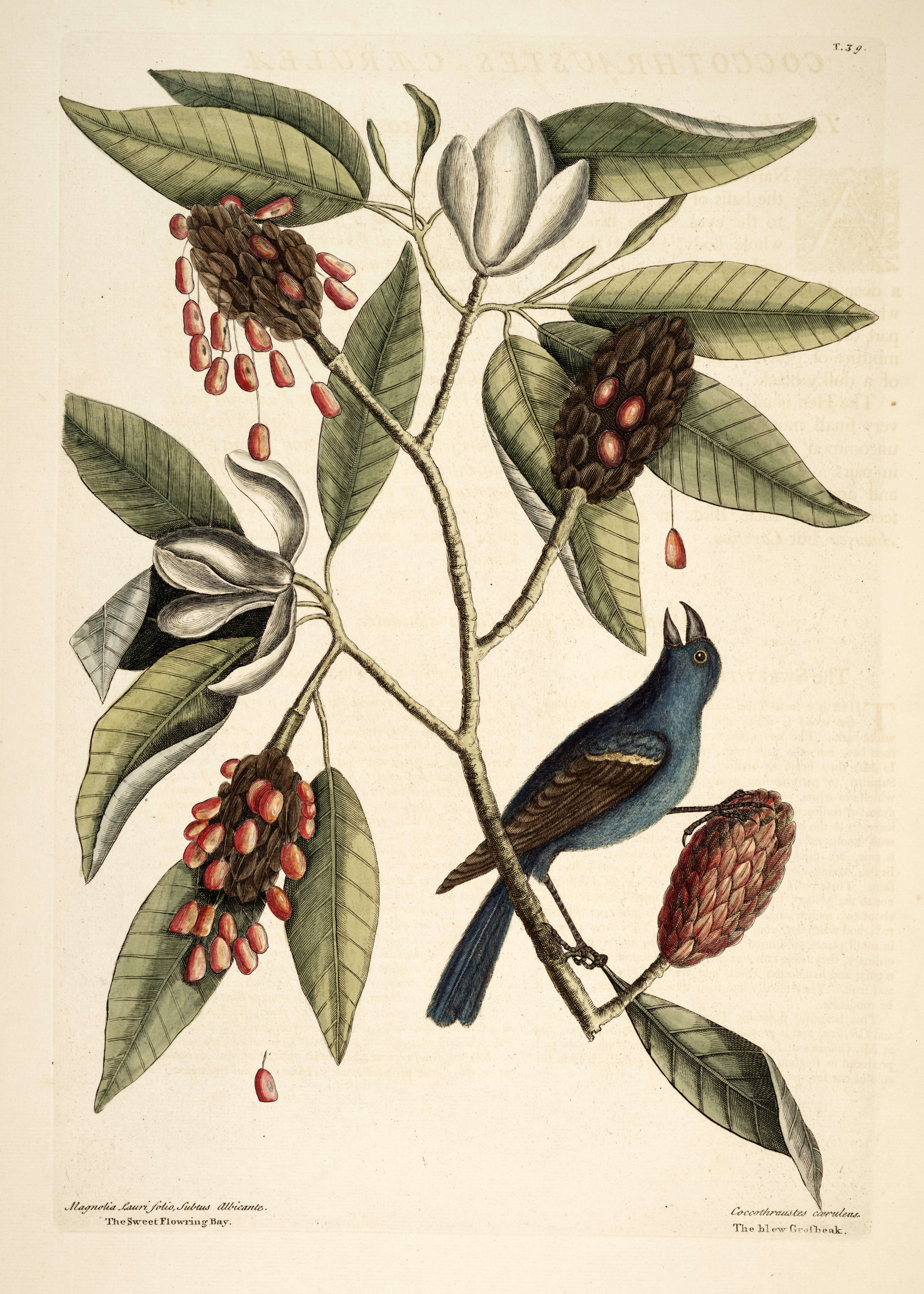
Ilustración

## Descripción
La Magnolia virginiana es un árbol caducifolio o siempreverde de hasta 30 m de alto, originario del sudeste de los Estados Unidos. Si es caducifolio o siempreverde depende del clima; es siempreverde en áreas con inviernos más suaves en el sur de su área de distribución, y semi-siempreverde o caducifolia más al norte. Las hojas son alternas, simples (no lobadas ni pinnatifolias), con bordes enteros, y de 6 a 12 cm de largo, 3 a 5 cm de ancho. Las flores son de un blanco cremoso, 8-14 cm diámetro, con 6-15 tépalos. Las flores tienen un intenso aroma a vainilla que puede notarse desde bastantes metros de distancia.

## Taxonomía
Magnolia virginiana fue descrito por Carlos Linneo y publicado en Species Plantarum 1: 535–536. 1753.
Etimología
Magnolia: nombre genérico otorgado en honor de Pierre Magnol, botánico de Montpellier (Francia).
virginiana: epíteto geográfico que alude a su localización en Virginia.
Sinonimia
- Magnolia glauca var. longifolia Pursh
- Magnolia glauca var. pumila Nutt.[2][3]

var. australis Sarg.
- Magnolia australis (Sarg.) Ashe
- Magnolia virginiana subsp. australis (Sarg.) A.E.Murray

subsp. virginiana
- Magnolia australis var. parva (Ashe) Ashe
- Magnolia burchelliana Steud.
- Magnolia fragrans Salisb.
- Magnolia fragrans Raf.
- Magnolia glauca (L.) L.
- Magnolia glauca var. argentea DC.
- Magnolia glauca var. latifolia Aiton
- Magnolia glauca var. longifolia Aiton
- Magnolia gordoniana Steud.
- Magnolia virginiana var. glauca L.
- Magnolia virginiana var. parva Ashe
- Magnolia virginiana var. pumila Nutt.

## Nombres comunes
- árbol del castor, quina de Virginia, quino de Virginia.[4]